# البوذية في الغرب

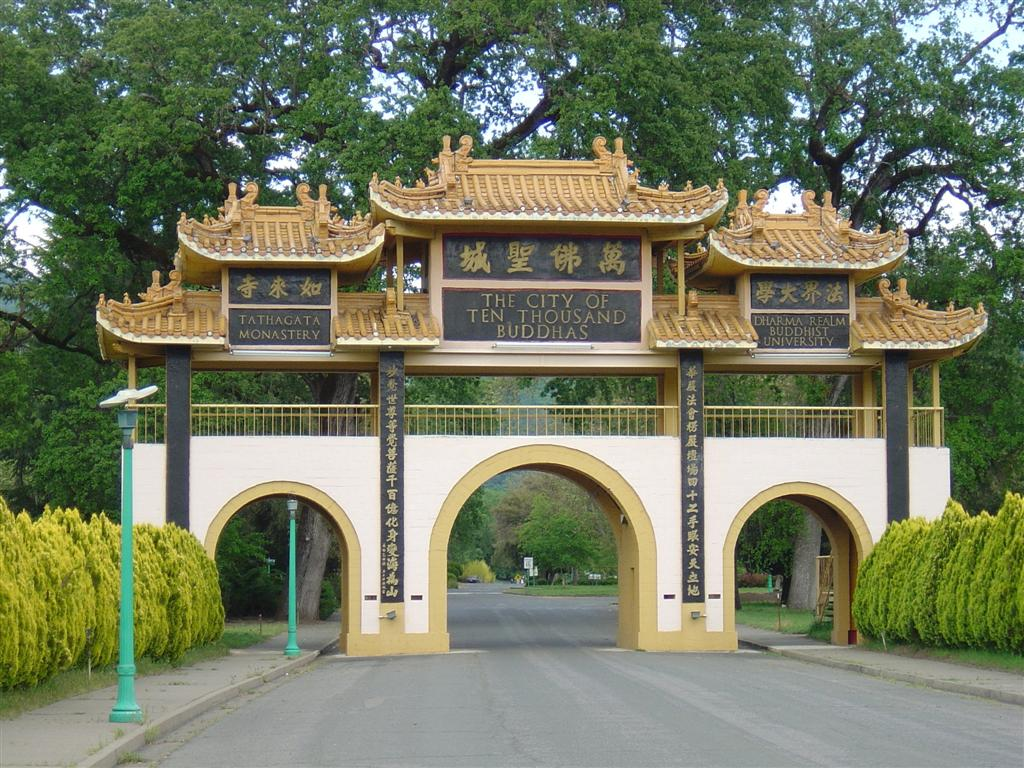

تجمع البوذية في الغرب (أو بعبارة أدقّ: البوذية الغربية) معارف وشعائر البوذية خارج آسيا في العالم الغربي. لم تزل لقاءات متفرقة بين الحضارة الغربية والعالم البوذي تحدث منذ آلاف السنين. أول الغربيين الذين اعتنقوا البوذية كانوا إغريقيين استوطنوا باكتريا والهند في الفترة الهلنستية. أصبح هؤلاء البوذيون شخصيات مؤثر في فترة حكم الملوك الهنديين الأغارثة، الذين قادت رعايتهم للبوذية إلى نشوء البوذية الإغريقية والفن البوذي الإغريقي. كان في العصور الوسطى اتصال ضئيل بين الثقافتين الغربية والبوذية، ولكن صعود التجارة العالمية والمذهب التجاري الحديث وتطور تقنيات الملاحة والاستعمار الأوروبي للبلدان البوذية الآسيوية، كل هذا أدى إلى زيادة المعرفة بالبوذية بين الغربيين. أدى هذا الاتصال المتزايد إلى استجابات مختلفة من البوذيين والغربيين في العصر الحديث. من هذه الاستجابات: التبشير الديني، النقاشات والمناظرات الدينية (كمناظرة سريلانكا بندورا)، والحداثة البوذية، وتحول بعض الغربيين إلى البوذية، ونشوء علم الدراسات البوذية في الأكاديميا الغربية. في القرن العشرين نمت البوذية الغربية نموًّا كبيرًا، بسبب عوامل كثيرة منها الهجرة والعولمة وتراجع المسيحية وزيادة الاهتمام بالبوذية بين الغربيين. وأسست المدارس البوذية المختلفة لها مراكز في كل الدول الغربية الكبرى، فأصبح البوذيون أقلية صغيرة في الولايات المتحدة (1% عام 2017)، وأوروبا (0.2% في عام 2010)، وأستراليا (2.4% في عام 2016)، ونيوزيلندا (1.5% في عام 2013).

## قبل العصر الحديث

### البوذية الإغريقية
حدث أول اتصال بين الحضارة الغربية والحضارة البوذية في أثناء حكم الإسكندر المقدوني للهند. وشمل بلاط الإسكندر الفيلسوف بيرهو الذي أسهمت عناصر الوجود الثلاثة في البوذية في تأسيس فلسفته البيرونية.
بعد غزو الإسكندر، أسس المستعمرون الأغارثة مدنًا وممالك في باكتريا والهند حيث كانت البوذية مزدهرة. وكان من نتائج اللقاء الحضاري هذا نشوء البوذية الإغريقية والفن البوذي الإغريقي، لا سيما في الحضارة الغاندارية التي ضمّت أجزاء كبيرة من شمال باكستان وشرق أفغانستان حسب التقسيم الحالي. علّم النحاتون أبناء التراث الكلاسيكي الإغريقي مهاراتهم للنحاتين البوذيين وهو ما أنشأ فنًّا مستقلًّا هو الفن البوذي الإغريقي في النقش على الصخور وتشكيل الجص، ظهر هذا في دور الرهبان البوذيين التي لم تزل تكتَشف وينقَّب عنها في هذه المنطقة.
كانت البوذية الإغريقية دينًا مهمًّا بين الباكتريين الإغريقيين والهنود الأغارقة. استعمل الملوك الهنود الأغارقة، ومنهم مناندر الأول (165/155 إلى 130 قبل الميلاد) ومناندر الثاني (90–85 قبل الميلاد) رموزًا بوذية على نقودهم. مناندر الأول شخصية رئيسة في الكتاب البوذي الهندي المسمى مليندا باها، أي «أسئلة الملك ميليندا»، وذُكر في هذا الكتاب أنه اعتنق البوذية. يعتبر التراث البوذي الملك مناندر هو والملك أشوكا محسنَيْنِ إحسانًا كبيرًا إلى الدارما.
تشير الماهافامسا إلى أن ناسكًا إغريقيًّا مسنًّا يدعى ماهادارماراكسيتا جاء من «الإسكندري الإغريقية» (ولعلها المدينة الإسكندرية في القوقاز) قاد 30 ألف ناسك بوذي إلى سريلانكا من أجل تأسيس ضريحٍ، وهو ما يشير إلى المشاركة الفاعلة للإغريقيين في البوذية الهندية في تلك الفترة.
استمرت الأنماط الإغريقية البوذية في التأثير في أيام الإمبراطورية الكوشانية.

### البوذية في العالم الروماني
وثّق كتّاب كلاسيكيون ومسيحيون من الفترة المسيحية الأولى عدة لقاءات بين البوذية والإمبراطورية الرومانية. وتذكر الروايات التاريخية الرومانية وفدًا أرسله الملك الهندي بانديون، الذي يسمى أيضًا بورس، إلى أغسطس في نحو عام 13 للميلاد. مضى الوفد مع رسالة دبلوماسية مكتوبة بالإغريقية، وكان من رجالها رجل هندي متدين يدعى زارمانوكيغاس، وقد أحرق نفسه في أثينا ليظهر إيمانه. أثارت هذه الحادثة ضجة ووصفها نيكولاس الدمشقي الذي لقي الوفد في أنطاكية، وأشار إليها ستاربو وكاسيوس ديو. تدل الروايات على أن الرجال المتدينين البوذيين (السرامانات، الذين ينتمي إليهم البوذيون، وهم يقابلون البراهمانيين الذين ينتمي إليهم الهندوس) كانوا يزورون بلاد حوض المتوسط. ولكن مصطلح السرامانا له دلالة واسعة تشمل الرجال الهنديين المتدينين في الجانية والبوذية والأجيفيكا. ولا تظهر الروايات دين هذا الرجل الذي أحرق نفسه.
كتب الكتاب المسيحيون في أوائل القرنين الثالث والرابع، ومنهم الكاتبان هيبوليتس وإبيفانيوس عن رجل يدعى سكيثانوس، زارد الهند في نحو عام 50 للميلاد وجاء معه بـ«عقيدة المبدأيْن»، أي الثنوية. ويذكر سريل المقدسي أن تريبينثوس طال سكيثانيوس وصف نفسه بأنه تلميذ بوذا، وكان يعلّم الناس في فلسطين ويهودا وبابل.

### البوذية والمسيحية
ذكر الأب المسيحي القديم كليمنت الإسكندري (المتوفى عام 215 بعد الميلاد) بوذا حين قال:
ومن الهنديين فلاسفة يتبعون مبادئ بوذا، وهم يؤلهونه لشدة ورعه. وكانت أسطورة ولادة بوذا معروفةً أيضًا، إذ تشير قطعة من كتابات أركيلوس الحراني (278 بعد الميلاد) إلى الولادة البكرية لبوذا، ويشير القديس جيروم (من القرن الرابع الميلادي) إلى ولادة بوذا، إذ قال «ولدته امرأة عذراء».
تعتمد أسطورة القديسين المسيحيين بارلام وجوسيفت على قصة البوذا.
في القرن الثالث عشر، أرسل التجار العالميون، ومنهم جيوفاني دو بيانو كاربيني وويليم الرويسبروكي تقارير عن البوذية إلى الغرب وذكروا تشابهات مع المجتمعات المسيحية النسطورية. كتب الكاتب المسافر المشهور ماركو بولو (1254-1324) كثيرًا عن البوذية وشعائرها وعبداتها، في أماكن منها ختن والصين وسريلانكا.

## اللقاءات الاستعمارية والحديثة المبكرة
عندما صار للمسيحيين الأوربيين اتصال مباشر مع البوذية في أوائل القرن السادس عشر، أرسل المبشرون اليسوعيون في آسيا مثل القديس فرانسيس إكسافيير وإيبوليتو ديسيديري تقارير مفصلة عن العقائد والشعائر البوذية. قضى إيبوليتو فترةً طويلة في التبت وتعلم لغة التبت والعقيدة البوذية التبتية قبل أن يكتب في أسفاره عن البوذية التبتية. كتب إيبوليتو كتبًا عديدة باللغة التبتية، كانت هذه الكتب تروج المسيحية وتنقد البوذية. ومن الكتاب اليسوعيين المؤثرين الآخرين الذين كتبوا عن البوذية: أليساندرو فاليغنانو (1539-1606) وماتيو ريكي (1552-1610). شهدت الجهود الاستعمارية البرتغالية في سريلانكا في القرنين السادس عشر والسابع عشر لقاءات واسعة النطاق بين البوذيين والغربيين. وأشار ستيفن بيركويتز في القرن السابع عشر إلى «أن وجود دين في آسيا يعبد أهله تماثيل لبوذا، ولهذا البوذا أسماء كثيرة، كان حقيقة معروفة عند العلماء الأوروبيين».
هذا الإدراك للبوذية على أنها دين آسيوي مستقل له نصوصه الخاصة وليس شكلًا من أشكال الوثنية المحلية، قاد المبشرين الكاثوليكيين إلى النظر إلى البوذية باعتبارها منافسًا للمسيحية في آسيا، وهو ما أدّى إلى زيادة جهودهم في دراستها من أجل محاربتها ونشر المسيحية. أراد هؤلاء المبشرون أيضًا أن يفسروا وجود دينٍ كهذا يبدو أنه منحرف عن الكتب الموحاة القديمة وفيه في الوقت نفسه تشابهات كثيرة مع المسيحية (الترتيب الكهنوتي والميلاد العذراوي للمؤسس، والإيمان بالجنة والنار، وغير ذلك). لهذا فسّر كثير من الكتاب البرتغاليين البوذية على أنها شكل من المسيحية أفسده الشيطان، وقال بعضهم إن البوذيين «متحالفون مع الشيطان». انتقد المبشرون الكاثوليكيون في آسيا رأي البوذية في التناسخ و«عبادتهم للأصنام» ورفضهم لخلود الروح والعلة الأولى.
مع نشوء الدراسات الشرقية والسنسكريتية في الجامعات الأوروبية في أواخر القرن العشرين، وتوفر النصوص البوذية بعد طول غياب، بدأت الدراسات البوذية الغربية تتشكل. من أول الشخصيات المهمة في المجال: بولينوس آ سانكتو بارثولوميو، وكان أول من لاحظ الترابط بين السنسكريتية والبالية، وكتب ترجمة إيطالية مبكرة للكامافاكا في كتابه سيستيما براهمانيكم.